# Список ледовых арен Беларуси
Список содержит данные о действующих ледовых хоккейных аренах Белоруссии. Не указаны тренировочные площадки и катки, предназначенные для массового катания на коньках.
| Название (рус. )                 | Название (бел. )               | Город       | Год постройки | Вместимость | Команды                                              |  |
| -------------------------------- | ------------------------------ | ----------- | ------------- | ----------- | ---------------------------------------------------- |  |
| Минск-Арена                      | Мінск-Арэна                    | Минск       | 2010          | 15086       | Динамо (КХЛ)                                         |  |
| Чижовка-Арена                    | Чыжоўка-Арэна                  | Минск       | 2013          | 8807        | Юность-Минск (Экстралига)                            |  |
| Бобруйск-Арена                   | Бабруйск-Арэна                 | Бобруйск    | 2008          | 7191        | Динамо-Шинник (МХЛ)                                  |  |
| Ледовая Арена (Орша)             | Лядовы палац                   | Орша        | 2013          | 3500        | Локомотив (Экстралига)                               |  |
| Дворец спорта                    | Палац спорту                   | Минск       | 1966          | 3311        |                                                      |  |
| Дворец спорта «Могилёв»          | Палац спорту «Магілёў»         | Могилёв     | 2000          | 3048        | Могилёв (Экстралига), Днепровские Львы (Высшая лига) |  |
| Гомельский ледовый дворец спорта | Гомельскі лядовы палац спорту  | Гомель      | 2000          | 2760        | Гомель (Экстралига), Рыси (Высшая лига)              |  |
| Ледовый дворец спорта            | Лядовы палац спорту            | Гродно      | 1991          | 2487        | Неман (Экстралига), Прогресс (Высшая лига)           |  |
| Ледовый дворец спорта            | Лядовы палац спорту            | Молодечно   | 2011          | 2200        | Динамо-Молодечно (Экстралига)                        |  |
| Ледовый дворец спорта            | Лядовы палац спорту            | Барановичи  | 2009          | 2158        | Авиатор (Высшая лига)                                |  |
| Ледовый дворец «Металлург»       | Лядовы палац «Металург»        | Жлобин      | 2006          | 2018        | Металлург (Экстралига), Белсталь (Высшая лига)       |  |
| Брестский ледовый дворец спорта  | Брэсцкі лядовы палац спорту    | Брест       | 2000          | 2000        | Брест (Экстралига), Цитадель (Высшая лига)           |  |
| Витебский ледовый дворец спорта  | Віцебскі лядовы палац спорту   | Витебск     | 1999          | 1900        | Витебск (Экстралига), Медведи (Высшая лига)          |  |
| Минский ледовый дворец спорта    | Мінскі лядовы палац спорту     | Минск       | 1999          | 1823        |                                                      |  |
| Спортивно-зрелищный комплекс     | Спартыўна-відовішчны комплекс  | Солигорск   | 2008          | 1759        | Шахтёр (Экстралига)                                  |  |
| Дворец спорта и культуры         | Палац спорту і культуры        | Новополоцк  | 1974          | 1200        | Химик (Экстралига), Нефтехимик (Высшая лига)         |  |
| Ледовый дворец спорта            | Лядовы палац спорту            | Лида        | 2010          | 1000        | Лида (Экстралига)                                    |  |
| Ледовый дворец спорта            | Лядовы палац спорту            | Пружаны     | 2007          | 790         |                                                      |  |
| Ледовый дворец спорта            | Лядовы палац спорту            | Кобрин      | 2009          | 790         |                                                      |  |
| Ледовый дворец спорта            | Лядовы палац спорту            | Лунинец     | 2011          | 790         |                                                      |  |
| Ледовый дворец спорта            | Лядовы палац спорту            | Ивацевичи   | 2011          | 790         |                                                      |  |
| Крытый каток ХК «Юность-Минск»   | Крыты каток ХК «Юнацтва-Мінск» | Минск       | 1976          | 767         | Юниор (Высшая лига)                                  |  |
| Ледовая арена УСК «Волна»        | Лядовая арэна УСК «Хваля»      | Пинск       | 2008          | 640         | Ястребы (Высшая лига)                                |  |
| Ледовый дворец спорта            | Лядовы палац спорту            | Берёза      | 2009          | 570         | Соболь (Высшая лига)                                 |  |
| Ледовый дворец                   | Лядовы палац                   | Горки       | 2012          | 560         |                                                      |  |
| Ледовый каток                    | Лядовы каток                   | Раубичи     | 2008          | 120         | РЦОП «Раубичи» (Высшая лига)                         |  |
| Ледовая арена                    |                                | Шклов       |               |             |                                                      |  |
| Ледовый дворец                   |                                | Светлогорск | 2024          |             |                                                      |  |